# Château Chavat
 (février 2023).
Le château Chavat est un domaine situé sur la commune de Podensac, dans le département de la Gironde, en France.

## Localisation
Le domaine est situé dans la partie nord de la commune, à l'angle de la rue Pierre Vincent et de la rue du Port.

## Historique
Le château, son parc et le château d'eau ont été édifiés en 1917 . Les plans du parc sont du paysagiste Charles Bouhana, le château a vraisemblablement été l’œuvre de l’architecte Marmisse,, tandis que le château d’eau est de Le Corbusier,
Le château comporte des décors vitrés de style art-déco signé par le maître-verrier bordelais Léon Delmas, des peintures de Clémentine-Hélène Dufau et des papiers peints de la Manufacture Züber[source secondaire nécessaire]
Le parc paysager, par sa variété végétale, dispose d'un parcours d'eau d'inspiration japonaise et des serres et est agrémenté d'une statuaire composée de copies d'antiques et d'œuvres Renaissance en marbre ou en bronze. Les sculptures en marbre sont de Gazzeri, la majorité des bronzes sont issus de la Fonderie Nelli et signés Pio Welonski[source secondaire nécessaire]
Le domaine, racheté par la commune, a été morcelé et en partie loti au cours de la seconde moitié du XXe siècle et le château d'eau, désaffecté, se trouve aujourd'hui en dehors du domaine, de l'autre côté de la rue Pierre Vincent.
L'édifice a été classé au titre des monuments historiques par arrêté du 3 juillet 2006.
Le parc a reçu en 2011 le label de jardin remarquable.
Le parc est en voie de restauration depuis 2012 sous l'impulsion de Jean-Marc Depuydt. Le chantier, d'un montant de 3 millions d'euros, durera 10 ans.
Les vitraux cassés ont été réparés par le maître verrier Bernard Fournier.

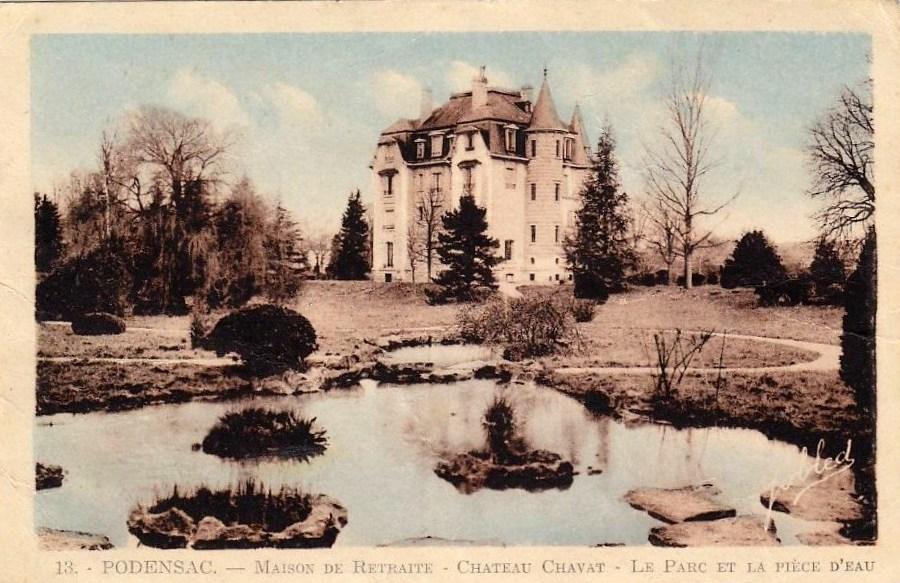
Vue du château depuis la pièce d'eau du parc

Le tempe de Venus est entouré de bancs de marbre aux pieds en forme de lions ailés et comporte une statue en marbre, la Vénus à la toilette, qui a été volée en 2007. C'est en 2017 que le temple retrouve sa Vénus de l'artiste Coralie Quincey,.

## Galerie

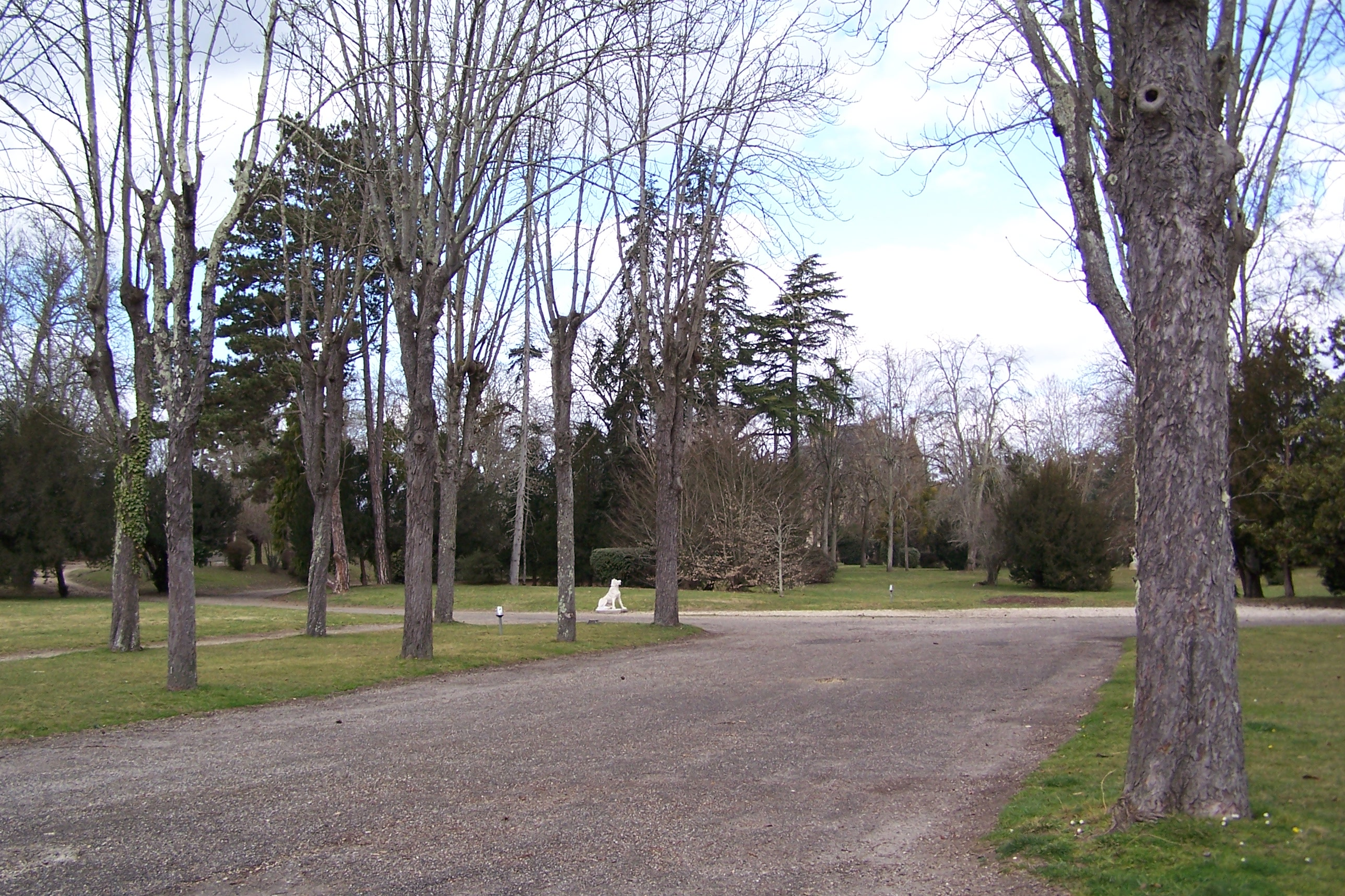
L'entrée du domaine (mars 2012)
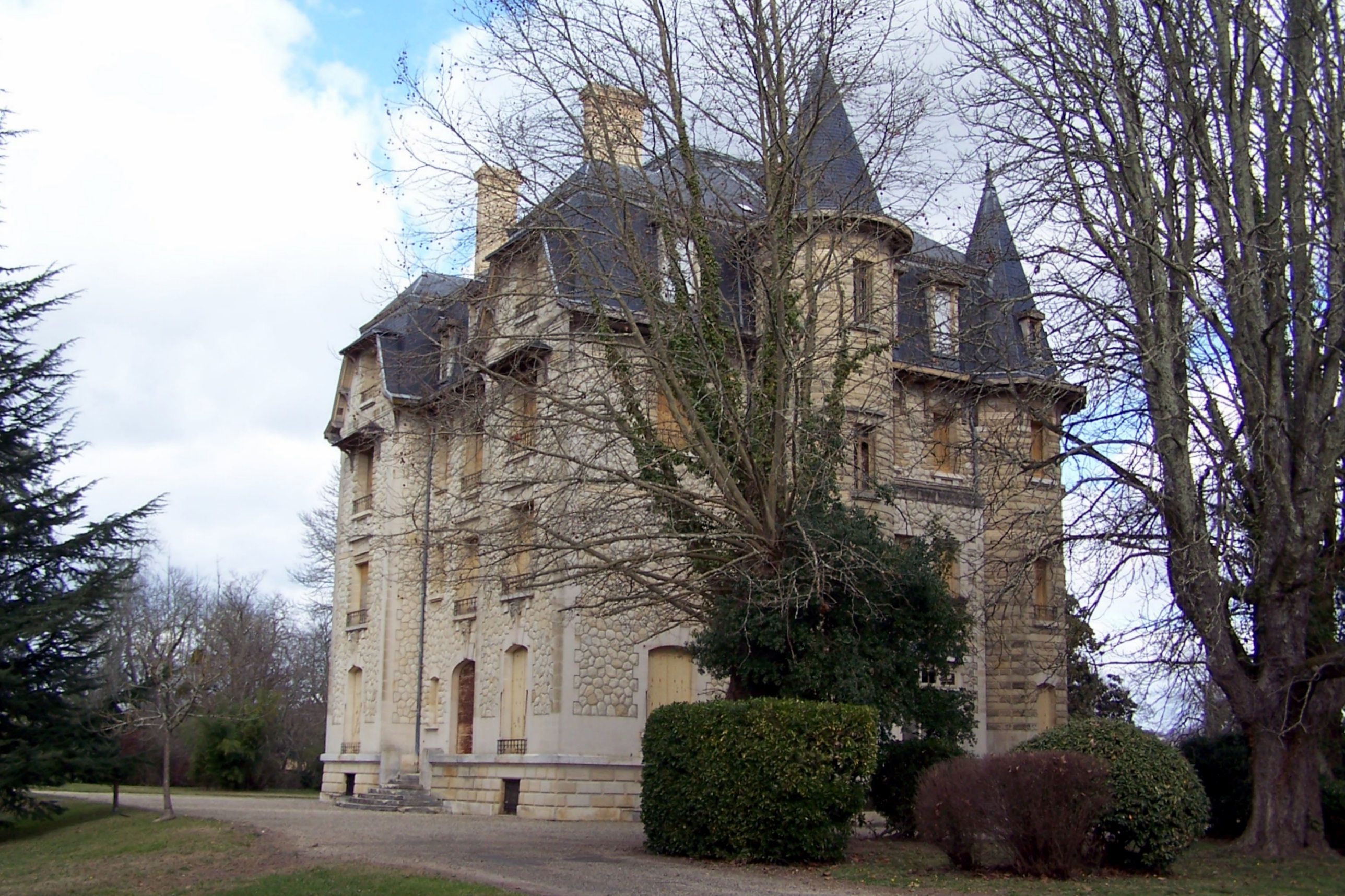
Vue sud du château (mars 2012)
Le château d'eau de Le Corbusier (juin 2009)
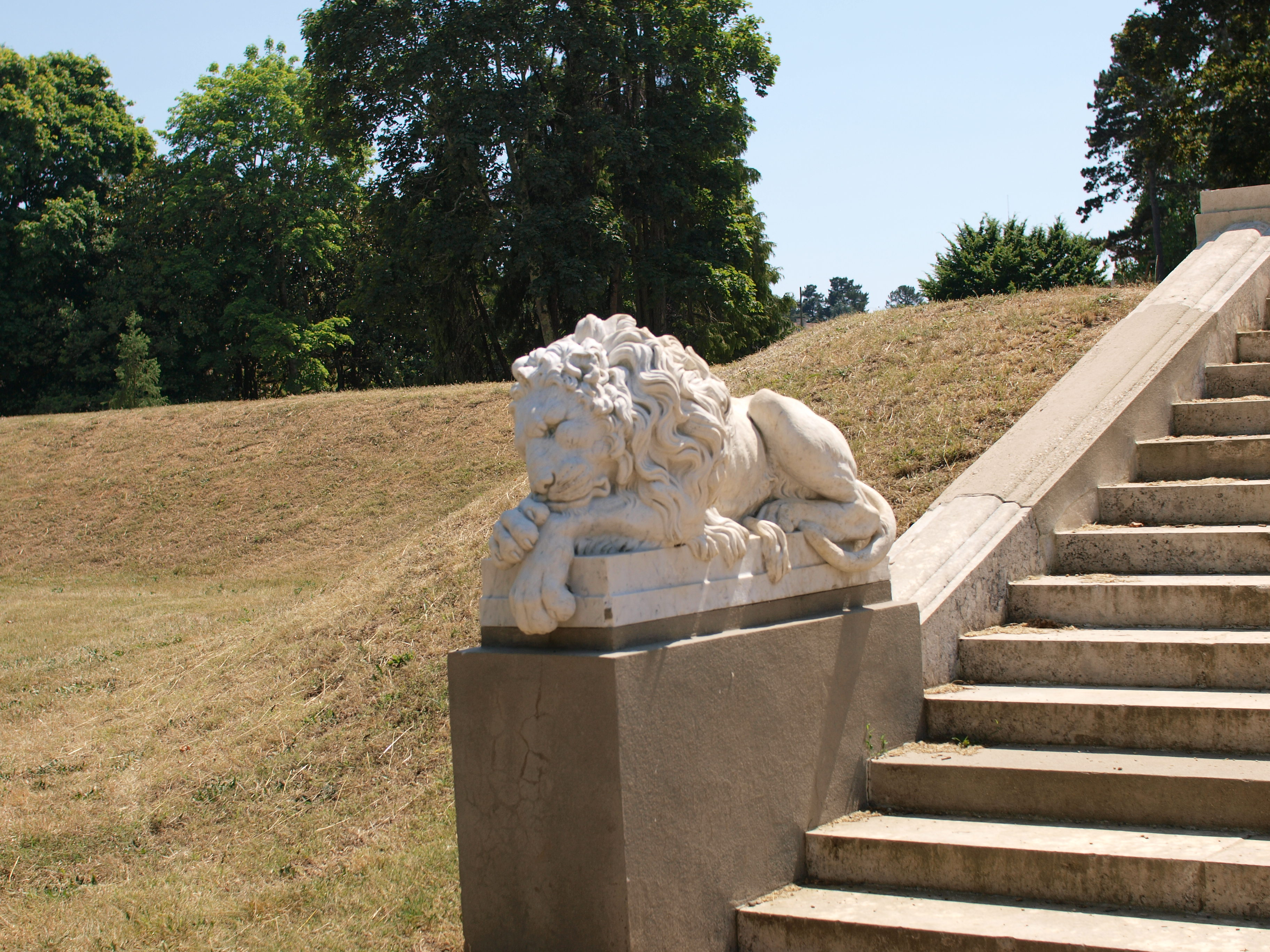
Un des Lions en marbre du parc Chavat